# Tína Birbíli
Tína Birbíli (en grec moderne : Τίνα Μπιρμπίλη ; (née en 1969) est une femme politique grecque. Elle est ministre de l'Environnement, de l'Énergie et du Changement climatique du gouvernement Giórgos Papandréou du 7 octobre 2009 au 17 juin 2011.

## Biographie
Docteur en physique et titulaire d'un mastère de gestion de l'environnement, Tína Birbíli a longtemps été la conseillère au PASOK de Giórgos Papandréou pour les questions d'environnement. Elle n'est pas élue au parlement hellénique.